# Гамбеллара
Гамбеллара, Ґамбеллара (італ. Gambellara, вен. Ganbełara) — муніципалітет в Італії, у регіоні Венето, провінція Віченца.
Гамбеллара розташована на відстані близько 410 км на північ від Рима, 80 км на захід від Венеції, 20 км на південний захід від Віченци.
Населення — 3419 осіб (2014).

## Демографія
Населення за роками:

Станом на 1 січня 2023 року в муніципалітеті офіційно проживало 470 іноземців з 35 країн, серед них 52 громадяни країн Євросоюзу та 5 громадян України.

## Сусідні муніципалітети
- Лоніго
- Монтебелло-Вічентіно
- Монтеккія-ді-Крозара
- Монтефорте-д'Альпоне
- Ронка
- Сан-Боніфачо